# Caracteres sexuais secundários

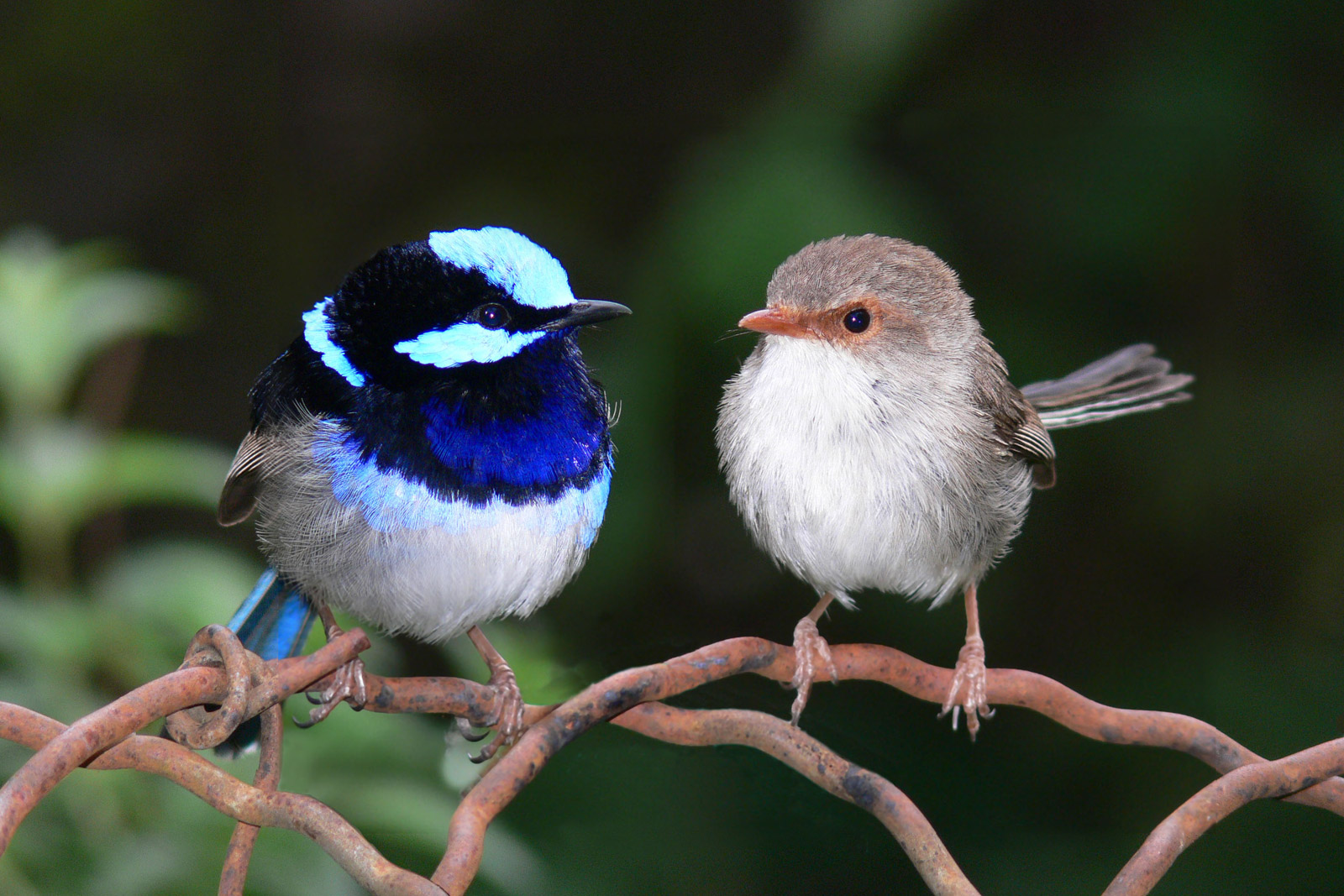
Casal de aves

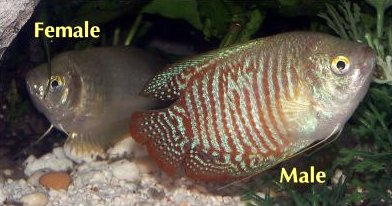
Casal de Gouramis

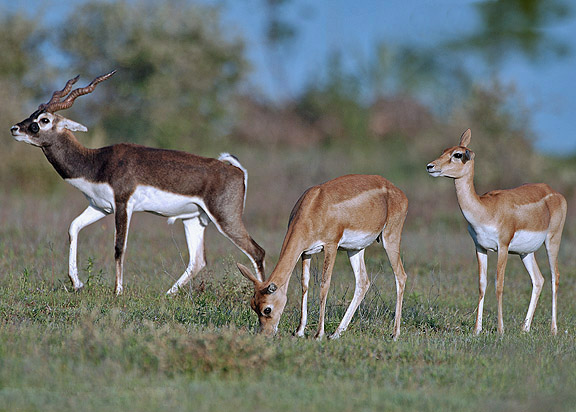
Casal de Blackbucks

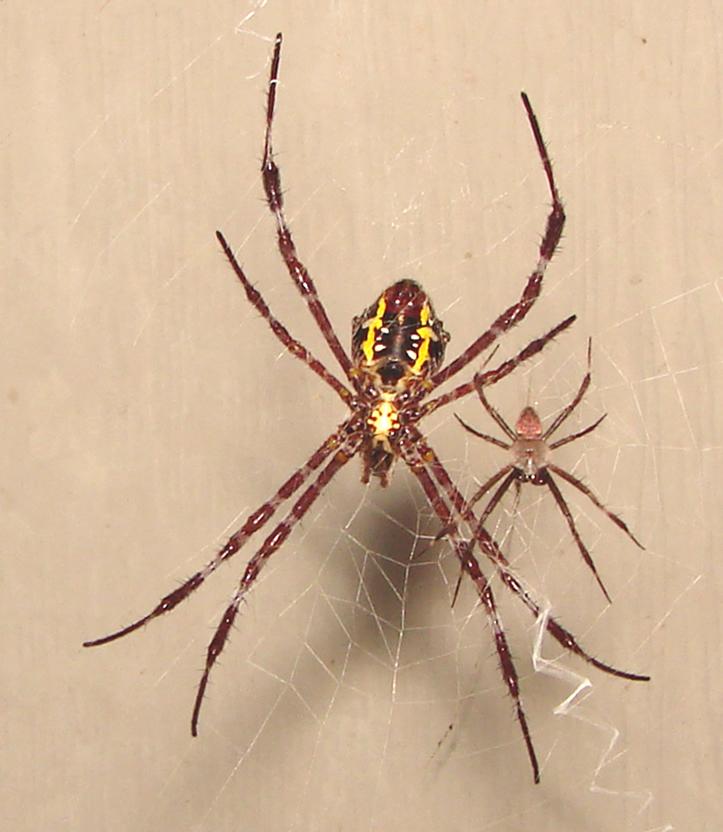
Casal de aranhas

Caracteres sexuais secundários são diferenciações que podem ocorrer concomitantes ao nascimento ou ao longo do desenvolvimento de organismos sexuados.
Nos seres humanos são distintos e não paralelos entre o homem e a mulher:
- Nos homens, a presença de massa muscular, ombros largos (tórax e espáduas), pelos no corpo e no rosto, mandíbular grandes, voz grave, pomo-de-adão, acne, são exemplos de caracteres sexuais secundários humanos.
- Nas mulheres, o crescimento dos seios, presença de pelos pubianos e axilares, alargamento da bacia, menstruação, acne, acúmulo de tecido adiposo, são exemplos de caracteres sexuais femininos humanos.

Em outras espécies, surgem diferenças mais marcantes, como as cores, desproporção entre macho e fêmea e diversos comportamentos gerados por genética e equilíbrio hormonal, além da vida de cada animal individualmente.
Na natureza em geral, o macho é mais colorido e maior que a fêmea, em se tratando de mamíferos, aves e peixes. No caso dos aracnídeos, as fêmeas são sempre maiores.
Algumas espécies apresentam possibilidade de transição do macho para fêmea e vice versa, dependendo de vários fatores como por exemplo, desequilíbrio populacional entre os dois sexos.